# Tías (gemeente)
Tías is een gemeente in de Spaanse provincie Las Palmas in de regio Canarische Eilanden met een oppervlakte van 64 km². Tías telt 20.037 inwoners (1 januari 2016). De gemeente ligt op het eiland Lanzarote, en is genoemd naar het nogal uitgestrekte gelijknamige dorp Tías.
In deze gemeente ligt ook een deel van het voor Lanzarote belangrijke wijnbouwgebied La Geria, dat eveneens noordelijker in Tinajo is gelegen.
Het voor toeristen belangrijkste oord is echter de langgerekte badplaats Puerto del Carmen, oorspronkelijk: La Tiñosa bij Playa Blanca tot in de buurt van de Aeropuerto Guasimeta bij Playa Honda.

## Plaatsen in de gemeente
De gemeente omvat de volgende plaatsen (met inwonertal in 2007):
- Puerto del Carmen (10.315)
- Tías (5.319)
- Macher (982)
- La Asomada (831)
- Masdache (335)
- Conil (303)
- Vega de Tegoyo (178)

## Demografische ontwikkeling
Bron: INE; 1857-2011: volkstellingen
Arrecife · Haría · San Bartolomé · Teguise · Tías · Tinajo · Yaiza